# روبن هاروتیونیان
روبن میکائیلی هاروتیونیان (ارمنی: Ռուբեն Միքայելի Հարությունյան؛  زادهٔ ۲۳ سپتامبر ۱۹۴۶) پزشک اهل ارمنستان است.

## زندگی‌نامه
وی در ۲۳ سپتامبر ۱۹۴۶ ‏در ایروان به دنیا آمد و از دانشگاه دولتی ایروان (۱۹۶۹) فارغ‌التحصیل گشت. همچنین برندهٔ جوایزی همچون نشان آنانیا شیراکاتسی () شده است.

## یادداشت
1. ↑  կենսաբանական գիտությունների դոկտոր